# Artscape Theatre Centre
El Artscape Theatre Centre también Centro Teatral Artscape (o en afrikáans Kunstekaap-teatersentrum) es el principal centro de artes escénicas en Ciudad del Cabo, Sudáfrica. Fue inaugurado en 1971 y está situado en terrenos ganados al mar en las zonas costeras. 
El complejo incluye:
- La Ópera, con 1487 Asientos con posibilidad de dos sillas de ruedas.
- Teatro, con 540 asientos pero más o menos dependiendo del uso del espacio.
- Arena Teatro, con 140 Asientos.

El Artscape Theatre Center fue originalmente encargado por la Administración Provincial de la Provincia del Cabo y dirigido por CAPAB (Cape Performing Arts Board). Anteriormente se conocía como el complejo Teatrak Nico Malan, en honor del exadministrador del Partido Nacional de la Provincia del Cabo, el Dr. Johannes Nicholas Malan, quien inició el proyecto. El centro fue privatizado y renombrado en marzo de 2001, cuando se disolvió la Junta de Artes Escénicas del Cabo (CAPAB).
El Artscape Theatre Center es también el hogar de Fine Music Radio y supervisa el Maynardville Open-Air Theatre en Wynberg, Ciudad del Cabo. También alberga la Orquesta Filarmónica del Cabo y la Ópera de Ciudad del Cabo.